# New York (revista)
New York é uma revista semanal norte-americana que publica assuntos da atualidade relacionados com a vida, cultura, politica e estilo de vida da cidade de Nova Iorque.

## História
A revista New York foi fundada em 1968 por Milton Glaser e Clay Felker para responder à competição da revista The New Yorker. O seu propósito era oferecer menos noticias nacionais e divulgar as novidades mais mundanas da cidade de Nova Iorque, abordando temas como cultura, política e histórias envolvendo as pessoas famosas da cidade.
Foi uma das primeiras revistas do gênero estilo de vida, e seu estilo e formato foram posteriormente copiados por outras publicações americanas regionais, embora ela se distinga por ser semanal e ter maior tiragem.
Em 2005, a sua circulação era de 437 181, com 94.6% proveniente de assinaturas.
O site da revista recebe mensalmente 1.1 milhão de visitantes.